# Brachymenium longidens
Brachymenium longidens är en bladmossart som beskrevs av Ferdinand François Gabriel Renauld och Jules Cardot 1905. Brachymenium longidens ingår i släktet Brachymenium och familjen Bryaceae. Inga underarter finns listade i Catalogue of Life.